# Nowe Krosno
Nowe Krosno – południowa część Mosiny, położona po wschodniej stronie linii kolejowej Poznań - Wrocław.
Przez Nowe Krosno ulicą Śremską przebiega Międzynarodowy szlak rowerowy EuroVelo R-9